# Ernst Hegenbarth
Ernst Hegenbarth (* 5. März 1867 in Ullrichsthal, Böhmen; † 14. Juni 1944 in Wien) war ein österreichischer Bildhauer.

## Leben
Ernst Hegenbarth besuchte zunächst die Glasfachschule im nahegelegenen Steinschönau, ehe er von 1885 bis 1892 in der Bildhauerklasse der Wiener Kunstgewerbeschule bei Otto König studierte. Danach widmete sich Hegenbarth erfolgreich der Bauplastik und war Mitarbeiter des Bildhauers Theodor Friedl. So führte er zahlreiche Arbeiten für die Architekten Fellner und Helmer aus. 1907 trat er der Genossenschaft der bildenden Künstler Wiens bei, 1908 erhielt er die goldene Staatsmedaille. 1922 wurde Hegenbarth der Professorentitel verliehen. Er war von 1920 bis 1923 Präsident des Wiener Künstlerhauses. Weitere Auszeichnungen, die er erhielt, waren die silberne Ehrenmedaille des Wiener Künstlerhauses (1929) und die goldene Jubiläumsmedaille (1936).
1938, nach dem Anschluss Österreichs und Beginn der nationalsozialistischen Herrschaft, wurde er aus dem Künstlerhaus ausgeschlossen. Diese und weitere Schwierigkeiten in den kommenden Jahren gingen darauf zurück, dass Hegenbarth mit einer jüdischen Frau verheiratet war, der Tochter des Komponisten Karl Goldmark, Mina. Obwohl es dem Präsidenten des Künstlerhauses, Rudolf Eisenmenger, gelang, dass Hegenbarth 1943 in die Reichskulturkammer aufgenommen wurde, blieb dieser mittellos und starb bald darauf völlig verarmt. Er wurde auf dem Wiener Zentralfriedhof (Gruppe 31 B, Reihe 1, Nr. 21) beigesetzt.

## Werke
- Justitia, Foyer Landesgericht Wels
- Sparkassadenkmal, Lambach
- Brahms-Medaillon, Gmunden
- Kupfer-Hermen am Eingang des Theaters an der Wien
- Reliefs am Wiener Konzerthaus
- Liegender Torso im Wiener Prater
- Ausschmückung der Budapester Oper
- Ausschmückung des Grazer Stadttheaters
- Bronze-Hochaltar und Seitenaltar der Pfarrkirche Berndorf (NÖ)
- Figurenschmuck am Stadttheater Fürth (1901–1902)
- Siegerin, Bronze, 43,7 cm, LETTER Stiftung Köln (1908)
- Ausschmückung  des bulgarischen Nationaltheaters „Iwan Wasow“ in Sofia